# 본부부대
본부부대는 지휘관이나 그에 해당하는 권한을 가진 간부의 부대 지휘와 부대의 행정업무를 돕기 위한 본부 역할에 특화된 군부대이다. 이 부대는 최소 소대급 부대로 편성되기도 한다.
예제
- Headquarters Brigade
- Headquarters Group
- Headquarters Company
- Headquarters Squadron
- Headquarters Troop

## 대한민국
대한민국 국군에서 기술행정부대로 분류되는 본부근무대 혹은 본부대는 최소 중대급 부대에 편성된다. 대대급 부대의 본부대, 전투부대의 대대에 비해 인원이 적고 기술행정부대이면, 대(大)를 빼고 "대"로 명명하고 있다, 대 지휘관의 직함은 대장(隊長)으로, 장성급 장교의 최고 계급인 대장(大將)의 한글 표기가 겹친다. 대위부터 중령 계급의 장교가 지휘관으로 임명된다.

## 미국
미군 혹은 미합중국 국군에서는, 본부와 본부중대가 결합되어 있다.

### 육군
현재 육군의 본부부대는 본부 및 본부중대 혹은 본부 및 본부분견대(Headquarters and Headquarters Detachment)가 있다. 사단부터는 대대 규모로 편성된다. 워싱턴 육군 군관구에서 통제하는 포트 마이어, 포트 벨보어, 포트 조지 G. 미드(1971년 2월)의 주둔지사령부의  본부부대는 Headquarters Command Battalion→본부지휘대대로, 이들은 육군에서 3개 뿐인 포트 미드 공동체에 속하는 부대이다.
냉전부터 21세기 초까지 여단급 본부부대로는, 제18(XVIII)공수군단의 "드래곤여단(Dragon brigade)"과 북대서양 조약 기구에서 미국 육군의 유럽연합사령부(ACE)의 미국 육군 본부여단이 있었다.

### 공군
미국 공군은 1951년 7월 18일자로 미국 공군 본부에서 "본부 및 본부대대(영어: Headquarters and Headquarters squadron)"를 폐지하였기에 부대 단위의 본부부대는 없었다. 부대가 아닌 부서가 행정통제를 처리하고 있다.
Squadron sections are sometimes confused with units. For example, a Headquarters Squadron Section, or Patient Squadron Section, although including "squadron" in their designations, are not squadrons; they are merely segments of units and, in the example of a Headquarters Squadron Section, a function responsible for the administrative control of members assigned to the unit. Squadron sections exist because HQ USAF discontinued the generic designation "Headquarters and Headquarters Squadron" in Air Force Letter 20-5, 18 July 1951. At the same time, HQ USAF authorized establishments at group and above to have a "headquarters squadron section" as an integral part of their headquarters.→스쿼드런 부서는 종종 유닛으로 착각한다. 예를 들어, 본부 스쿼드런 부서, 혹은 환자 스쿼드런 부서에는 "스쿼드런" 지정이 포함되어 있지만, 이것들은 스쿼드런은 아니다; 그것들은 단지 부대의 부문일 뿐이고 본부 스쿼드런 부서는 부대에 소속된 부대원의 행정통제 기능을 가질 뿐이다. 스쿼드런 반이 있는 이유는 1951년 7월 18일에 "공군 레터 20-5"에서 일반적인 정의인 "본부 및 본부대대"를 미국 공군 본부가 폐지한 까닭이다. 같은 시각, 미국 공군 본부는 정식으로 인가된 전대이상의 기구에 "본부 스쿼드런 부서(headquarters squadron section)"를 본부 통합 부문으로 두도록 승인하였다.— Non-Units: Squadron Sections

대대 외에 다른 본부부대로 1946년 12월 15일에 볼링 비행장 사령부로 창설되었던, 육군 항공대와 미국 공군의 Headquarters Command (HEDCOM)→본부사령부가 있었다. 1948년 3월 17일부터 1976년 7월 1일까지 존재하였는데, 사령부가 폐지되고 미국 공군 본부(Headquarters U.S. Air Force (HQ USAF))로 바뀌면서 많은 기능이 군사항공운송사령부(MAC)로 넘겨졌다.

### 해병대
미국 해병대 항공기지(Marine Corps Air station (MCAS))의 본부부대는 본부 및 본부대대(영어: Headquarters and Headquarters Squadron (HQHQSQDN))가 있으며, 이들은 항공시설에 대한 유지보수와 방어를 맡고 있다. 그 외의 시설은 해병대 시설사령부 소속 부대에서 관할하고 있다.

## 오스트레일리아 육군
오스트레일리아 육군에는 본부중대에 해당하거나 비슷한 임무를 수행하는 부대가 없었으나, 1993년 개정된 보병대대의 구조에 Transport Platoon→수송소대, Quartermasters Platoon→병참소대, Catering Platoon→급양소대, Technical Support Platoon→기술지원소대로 편성된 Administration Company→행정관리중대가 포함되어있다.

## 일본 자위대
육상자위대에서 부대의 본부와 본부를 보좌하는 부대는 일본어: 本部付隊 혼부쓰키타이[*]→본부부대로 명명된다. 중대급 부대인 일본어: 本部管理中隊 혼부칸리츄타이[*]→본부관리중대나 "관리" 명칭이 빠진 본부중대, 그 아래에는 일본어: 本部班 혼부반[*]→본부반이 편성된다.

## 중화민국 육군
중화민국 육군의 본부부대는 최소 중대급 부대인 "本部連→본부련"으로 편성된다. 이 부대는 대대의 본부부대로서 편성되며 대대 본부의 조직구조는 대체적으로 다음과 같다:
- 營長→대대장(영장), 중교 1명
- 副營長→부대대장(부영장), 소교 1명
- 參謀主任→참모장(참모주임), 소교 1명
- 營輔導長→대대보도장, 소교 1명
- 營士官長→사관장(영사관장), 1명
- 本部連連長→본부중대장(본부련련장), 소교 혹은 상위 1명
- 人事官 (參一)→인사관 (참1), 상위 1명
- 情报官 (參二)→정보관 (참2), 상위 1명
- 作戰官 (參三)→작전관 (참3), 소교 1명
- 後勤官 (參四)→보급관 (참4)(후근관), 상위 1명
- 計劃官 (參五)→주계관 (참5), 소교 1명
- 通信官 (參六)→통신관 (참6), 상위 1명

본부부대외에도 본부부대를 지원하는 直屬連→직할련인 戰防連→전투방어중대(전방련), 迫砲連→박격포중대(박포련), 防空反裝甲連→방공 및 대전차중대(방공반장갑련), 通訊連→통신중대(통신련) 등의 전투지원 혹은 전투근무지원에 해당하는 중대급 부대가 편성된다.
사단에는 精誠連(정성)(→징첸중대)라는 부대가 매년 물리적 전투능력경영을 위해 편성되었다. 중화민국 육군에서 사단이 모두 여단으로 감편된 이후에는 사라졌다.

## 같이 보기
1. ↑  “Headquarters Command Battalion, Fort Myer, Virginia” (영어). DC Military. 2016년 2월 19일. 2023년 6월 25일에 확인함.
2. ↑  “Headquarters Command Battalion” (영어). 2023년 6월 25일에 확인함.
3. ↑  Bryan Spann; Sherry Kuiper (2020년 7월 3일). “Fort Meade: Headquarters Command Battalion bids farewell to outgoing commander, welcomes Lt. Col. Ward” (영어). Fort Meade Public Affairs. 2023년 6월 25일에 확인함. Headquarters Command Battalion, one of three units of its kind in the Army, provides administrative and logistical support to a diverse set of services for the Fort Meade community.
4. ↑  “‘Dragon Brigade’ inactivated during Fort Bragg ceremony Preston man’s son commanded unit” (영어). The Star Democrat. 2006년 6월 29일. 2023년 6월 25일에 확인함.
5. ↑  “US Army NATO Brigade Unit History” (영어). 2023년 6월 25일에 확인함.
6. ↑  “Types of USAF Organizations” (영어). Air Force Historical Research Agency. 2023년 6월 25일에 확인함.
7. ↑  “Headquarters Command, USAF” (영어). Air Force Historical Research Agency. 2023년 6월 25일에 확인함.
8. ↑  “structure - The Infantry Battalion: 1993”. Australian War Memorial. 2023년 8월 9일에 확인함.